# Tethina multipilosa
Tethina multipilosa är en tvåvingeart som beskrevs av Beschovski och Nartshuk 1997. Tethina multipilosa ingår i släktet Tethina och familjen Canacidae. Inga underarter finns listade i Catalogue of Life.